# Allan Line

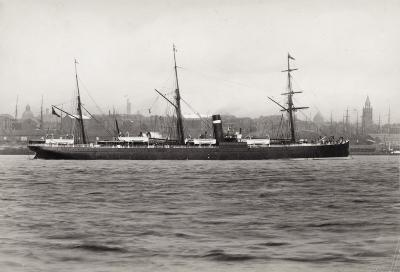
Die Sardinian, ein Schiff der Allan Line

Die Allan Line war eine kanadisch-britische Reederei mit Sitz in Montreal sowie Büros in Liverpool und Glasgow. Das Unternehmen gehörte zu den wichtigsten Reedereien im Transatlantik-Liniendienst zwischen Europa und Nordamerika.

## Geschichte
1854 gründeten die Brüder Andrew und Hugh Allan zusammen mit weiteren kanadischen Partnern die Montreal Ocean Steamship Company Ltd., für die sich bald die allgemeine Bezeichnung Allan Line einbürgerte. Die neue Gesellschaft richtete einen Liniendienst zwischen Kanada und Großbritannien ein. Beide Brüder waren schon früh, ebenso ihre drei weiteren Geschwister, mit der Seefahrt in Berührung gekommen, denn ihr Vater Alexander "Sandy" Allan leitete seit 1819 eine Segelschiff-Reederei. Die Schiffe der Allan Line waren an einem roten Schornstein mit weißem Band unterhalb der schwarzen Kappe zu erkennen und die Namen der Schiffe endeten meist auf „…ian“ (z. B. Canadian).
Die Allans richteten zu Beginn eine Direktverbindung von Liverpool über Moville nach Montreal/Québec oder Halifax/Portland ein. Ab 1856 wurde auch Glasgow, neben Liverpool, Starthafen dieser Route und New York/Boston als weitere Endhäfen angelaufen. Durch weiteren Ausbau des Routennetzes wurden später auch die Häfen von Baltimore, Philadelphia und Norfolk durch Schiffe der Allan Line angefahren. 1876 richtete die Firma einen Liniendienst nach Südamerika ein, von Glasgow aus nach Montevideo und Buenos Aires. Bereits 1902 wurde dieser Dienst aber wieder aufgegeben. Ab 1888 fuhren Schiffe der Allan Line auch von London über Le Havre nach Montreal und Québec.
Die Reederei setzte von Beginn an Schraubendampfer ein, die für den Passagier- und Frachttransport ausgerüstet waren. Geschwindigkeit spielte für die Reederei keine überragende Rolle, Wirtschaftlichkeit ging vor. In der Größe wuchsen die Schiffe der Line langsam, aber beständig und 1899 ging mit der Bavarian der erste 10000-Tonner in Dienst.
1891 wurde die bankrotte State Line aufgekauft, die meisten Schiffe der Linie wurden aber schnell wieder abgestoßen. 1905 nahmen die Schwesterschiffe Victorian und Virginian den Liniendienst auf, es waren die ersten Turbinendampfer auf der Transatlantik-Route. 1915 richtete man ein Joint Venture mit der Canadian Pacific Line (CP) unter dem Label CP Ocean Service ein. 1917 kaufte Canadian Pacific die Allan Line auf, der Name ging unter.

## Schiffe
| Jahr        | Name              | Tonnage   | Werft                                       | Status/Schicksal |
| ----------- | ----------------- | --------- | ------------------------------------------- | --- |
| 1854        | Canadian (I)      | 1764 BRT  | k. A.                                       | 1857 bei Québec gesunken |
| 1854        | Indian            | 1764 BRT  | k. A.                                       | 1859 bei Kap Race gesunken (27 Tote) |
| 1856        | Anglo Saxon       | 1715 BRT  | W. Denny & Bros. Ltd., Dumbarton            | 1863 bei Kap Race gesunken (238 Tote) |
| 1856        | North American    | 1715 BRT  | W. Denny & Bros. Ltd., Dumbarton            | 1874 verkauft |
| 1858        | North Briton      | 2187 BRT  | W. Denny & Bros. Ltd., Dumbarton            | 1861 bei der Insel Paraquet gesunken |
| 1858        | Nova Scotian      | 2187 BRT  | W. Denny & Bros. Ltd., Dumbarton            | 1873: 3305 BRT / 1893 außer Dienst |
| 1859        | Bohemian          | 2200 BRT  | W. Denny & Bros. Ltd., Dumbarton            | 1864 bei Portland gesunken (20 Tote) |
| 1859        | Hungarian (I)     | 2187 BRT  | k. A.                                       | 1860 bei Cape Sable Island gesunken (205 Tote)                                                                                             |
| 1860        | Canadian (II)     | 1926 BRT  | Scotts Shipbuilding and Engineering Company | 1861 in der Belle Isle-Straße gesunken (35 Tote)                                                                                           |
| 1861        | Hibernian (I)     | 1888 BRT  | W. Denny & Bros. Ltd., Dumbarton            | 1871: 2752 BRT / 1884: 3440 BRT / 1901 außer Dienst                                                                                        |
| 1861        | Norwegian (I)     | 1888 BRT  | W. Denny & Bros. Ltd., Dumbarton            | 1863 bei der Insel Saint-Pierre gesunken                                                                                                   |
| 1861        | St. Andrew        | 1516 BRT  | Barclay, Curle & Co. Ltd., Glasgow          | 1873: Waldensian, 2256 BRT / 1903 außer Dienst                                                                                             |
| 1861        | St. George        | 1516 BRT  | Barclay, Curle & Co. Ltd., Glasgow          | 1869 bei der Insel Seal gesunken |
| 1864        | St. David         | 1516 BRT  | Barclay, Curle & Co. Ltd., Glasgow          | 1873: Phoenician, 2356 BRT / 1905 außer Dienst                                                                                             |
| 1864        | Peruvian          | 2549 BRT  | R. Steele & Co. Ltd., Glasgow               | 1874: 3038 BRT / 1905 außer Dienst |
| 1864        | Moravian          | 2549 BRT  | R. Steele & Co. Ltd., Glasgow               | 1874: 3323 BRT / 1881 bei Nova Scotia gesunken                                                                                             |
| 1864 (1855) | Belgian           | 2229 BRT  | Caird & Co. Ltd., Greenock                  | 1855: ex Hammonia, Hapag / 1864 an AL / 1872 verkauft                                                                                      |
| 1865 (1856) | Corinthian (I)    | 1516 BRT  | k. A.                                       | 1856 ex Damascus für Cunard Line / 1865 an AL / 1881 verkauft                                                                              |
| 1867        | Austrian          | 2466 BRT  | Barclay, Curle & Co. Ltd., Glasgow          | 1905 außer Dienst |
| 1867        | Nestorian         | 2466 BRT  | Barclay, Curle & Co. Ltd., Glasgow          | 1878: 2689 BRT / 1897 außer Dienst |
| 1869 (1866) | European          | 2639 BRT  | k. A.                                       | 1866: ex William Penn, London & New York / 1868 an AL / 1872 verkauft                                                                      |
| 1869        | Prussian          | 2794 BRT  | A. & J. Inglis Ltd., Glasgow                | 1898 außer Dienst |
| 1870        | Caspian           | 2794 BRT  | London & Glasgow Co. Ltd., Glasgow          | 1897 außer Dienst |
| 1870        | Scandinavian (I)  | 2840 BRT  | R. Steele & Co. Ltd., Glasgow               | 1899 außer Dienst |
| 1871        | Sarmatian         | 3647 BRT  | R. Steele & Co. Ltd., Glasgow               | 1898: Frachtschiff / 1908 außer Dienst |
| 1872        | Polynesian        | 3983 BRT  | R. Steele & Co. Ltd., Glasgow               | 1893: Laurentian, 4522 BRT / 1909 bei Kap Race gesunken                                                                                    |
| 1873        | Circassian        | 3211 BRT  | R. Steele & Co. Ltd., Glasgow               | 1875: 3724 BRT / 1896 außer Dienst |
| 1873        | Canadian (III)    | 2911 BRT  | T. Royden & Sons Ltd., Liverpool            | 1892: Frachtschiff / 1903 außer Dienst |
| 1875        | Sardinian         | 4399 BRT  | R. Steele & Co. Ltd., Glasgow               | 1900: Frachtschiff / 1917 an Canadian Pacific übertragen                                                                                   |
| 1880        | Persian           | 3923 BRT  | A. McMillan & Sons Ltd., Dumbarton          | 1902 außer Dienst |
| 1880        | Grecian           | 3613 BRT  | W. Doxford & Sons Ltd., Sunderland          | 1898: schleppte (noch als Passagierschiff) beim Untergang der La Bourgogne die Cromartyshire ab / Frachtschiff / 1902 bei Halifax gesunken |
| 1879        | Buenos Ayrean     | 5359 BRT  | R. Napier & Sons Ltd., Glasgow              | 1911 außer Dienst |
| 1881        | Parisian          | 5359 BRT  | R. Napier & Sons Ltd., Glasgow              | 1913 außer Dienst |
| 1882        | Hanoverian        | 3503 BRT  | k. A.                                       | 1885 bei Neufundland gesunken |
| 1884        | Carthaginian      | 4444 BRT  | Govan Shipbuilding Co. Ltd., Govan          | 1900: Frachtschiff / 1917 torpediert und gesunken                                                                                          |
| 1884 (1865) | Norwegian (II)    | 3523 BRT  | Tod & McGregor Ltd., Glasgow                | 1865: ex City of New York, Inman Line / 1884 an AL / 1903 außer Dienst                                                                     |
| 1885        | Corean            | 3488 BRT  | k. A.                                       | 1905: Frachtschiff / 1908 außer Dienst |
| 1887 (1882) | Pomeranian        | 4364 BRT  | Earle’s Shipbuilding, Hull                  | 1882: ex Grecian Monarch, Monarch Line / 1887 an AL / 1917 an CP                                                                           |
| 1887 (1880) | Assyrian          | 3970 BRT  | Earle’s Shipbuilding Co. Ltd., Hull         | 1880: ex Assyrian Monarch, Monarch Line / 1887 an AL / 1902 außer Dienst                                                                   |
| 1888        | Rosarian          | 3077 BRT  | k. A.                                       | 1910 außer Dienst |
| 1888        | Monte Videan      | 3077 BRT  | k. A.                                       | 1910 außer Dienst |
| 1890        | Brazilian         | 3204 BRT  | k. A.                                       | 1910 verkauft |
| 1891        | Numidian          | 4838 BRT  | D. & W. Henderson Ltd., Glasgow             | 1914 an Royal Navy verkauft |
| 1891        | Mongolian         | 4838 BRT  | D. & D. Henderson Ltd., Glasgow             | 1915 an Royal Navy verkauft |
| 1891        | Californian       | 4244 BRT  | k. A.                                       | 1891: State of California, State Line / 1898: Californian / 1901 verkauft                                                                  |
| 1894        | Orcadian          | 3546 BRT  | k. A.                                       | 1914 verkauft |
| 1897 (1881) | Turanian          | 4225 BRT  | k. A.                                       | 1881: ex Tower Hill / 1897 an AL / 1898 verkauft                                                                                           |
| 1897 (1882) | Livonian          | 4225 BRT  | Dobie & Company, Govan                      | 1882: ex Ludgate Hill / 1897 an AL / 1914 an Royal Navy verkauft                                                                           |
| 1897 (1883) | Roumanian         | 4225 BRT  | k. A.                                       | 1883: ex Richmond Hill / 1897 an AL / 1899 bei den Kapverden gesunken                                                                      |
| 1899        | Castillian        | 7441 BRT  | k. A.                                       | 1899 in der Fundybucht auf der Jungfernfahrt gesunken                                                                                      |
| 1899        | Bavarian          | 10576 BRT | W. Denny & Bros. Ltd., Dumbarton            | 1905 bei Grosse Isle gestrandet, 1907 Abbruch                                                                                              |
| 1900        | Tunisian          | 10576 BRT | W. Denny & Bros. Ltd., Dumbarton            | 1917 an Canadian Pacific übertragen und in Marburn umbenannt                                                                               |
| 1899        | Sicilian          | 6227 BRT  | Workman, Clark & Co. Ltd., Belfast          | 1912 außer Dienst |
| 1900        | Corinthian (II)   | 6227 BRT  | Workman, Clark & Co. Ltd., Belfast          | 1908: 7333 BRT / 1917 an Canadian Pacific übertragen                                                                                       |
| 1899 (1875) | Gallia            | 4809 BRT  | J. & G. Thomson, Clydebank                  | 1879: Beaver Line / 1899 an AL / 1899 gesunken                                                                                             |
| 1900        | Ontarian          | 4078 BRT  | k. A.                                       | 1913 verkauft |
| 1901        | Ionian            | 8268 BRT  | Workman, Clark & Co. Ltd., Belfast          | 1917 an Canadian Pacific übertragen |
| 1901        | Pretorian         | 6948 BRT  | Furness, Withy & Co. Ltd., Hartlepool       | 1908: 7654 BRT / 1917 an Canadian Pacific übertragen                                                                                       |
| 1901        | Huronian          | 6948 BRT  | Furness, Withy & Co. Ltd., Hartlepool       | 1902 auf See verschollen |
| 1904 (1902) | Hibernian (II)    | 4590 BRT  | C. Napier & Miller, Glasgow                 | ex-Orient Point / 1913 verkauft und in Amiral Ganteaume umbenannt                                                                          |
| 1904 (1902) | Hungarian (II)    | 4508 BRT  | C. Napier & Miller, Glasgow                 | ex-South Point / 1913 verkauft und in Amiral Charner umbenannt                                                                             |
| 1905        | Victorian         | 10757 BRT | Workman, Clark & Co. Ltd., Belfast          | 1917 an Canadian Pacific übertragen, 1922 in Marloch umbenannt und 1929 abgebrochen                                                        |
| 1905        | Virginian         | 10757 BRT | A. Stephen & Sons Ltd., Glasgow             | 1917 an Canadian Pacific übertragen / 1920 verkauft                                                                                        |
| 1907        | Grampian          | 10187 BRT | A. Stephen & Sons Ltd., Glasgow             | 1917 an Canadian Pacific übertragen |
| 1907        | Corsican          | 11419 BRT | Barclay, Curle & Co. Ltd., Glasgow          | 1917 an Canadian Pacific übertragen und in Marvale umbenannt                                                                               |
| 1908        | Hesperian         | 10920 BRT | A. Stephen & Sons Ltd., Glasgow             | 1915 torpediert und gesunken (32 Tote) |
| 1911 (1898) | Scotian           | 10322 BRT | Harland & Wolff Ltd., Belfast               | 1898: ex Statendam, Holland-Amerika Lijn / 1911 an AL / 1917 an CP                                                                         |
| 1912 (1898) | Scandinavian (II) | 12099 BRT | Harland & Wolff Ltd., Belfast               | 1898: ex New England, Dominion Line / 1912 an AL / 1917 an CP                                                                              |
| 1914        | Alsatian          | 18481 BRT | W. Beardmore & Sons Ltd., Glasgow           | 1917 an Canadian Pacific übertragen, Empress of France (I)                                                                                 |
| 1914        | Calgarian         | 17515 BRT | Fairfield Shipbuilders, Glasgow             | 1917 an Canadian Pacific übertragen |